# Поповац (Челинац)
Поповац је насељено мјесто у општини Челинац, Република Српска, БиХ. Према попису становништва из 2013. у насељу је живјело 145 становника.

## Образовање
У насељу се налази Основна школа „Милош Дујић“.

## Становништво
| Демографија | Демографија | Демографија |
| Година      | Становника  | Становника  |
| ----------- | ----------- | ----------- |
| 1971.       | 595         |             |
| 1981.       | 448         |             |
| 1991.       | 306         |             |
| 2013.       | 145         |             |

## Понате личности
- Радослав Брђанин, бивши српски политичар и инжењер
- Илија Крпић, српски прота